# Recopa Catarinense de 2021
A Recopa Catarinense de 2021 foi a terceira edição deste torneio estadual de futebol, organizado pela Federação Catarinense de Futebol (FCF), e disputado em uma partida única entre os campeões do Campeonato Catarinense e da Copa Santa Catarina. O Joinville conquistou o título ao vencer a Chapecoense nas cobranças por pênaltis, em 21 de fevereiro, na arena Condá. Esta vitória marcou a primeira conquista do Joinville na história da Recopa Catarinense.

## Antecedentes
Em 13 de janeiro de 2018, a Chapecoense, que detinha o título estadual da temporada anterior, enfrentou, em um amistoso, o Tubarão, campeão da Copa Santa Catarina. A partida integrou a preparação da equipe de Chapecó para o início da nova temporada e foi simbolicamente denominada Recopa Catarinense. Posteriormente, em 14 de setembro, a FCF oficializou a Recopa no calendário estadual, mantendo os mesmos moldes e programando a competição para ocorrer em janeiro, marcando assim a estreia do futebol catarinense a cada ano. Contudo, a Copa América de 2019 ocasionou alterações nos calendários estaduais, o que impossibilitou a realização da partida em janeiro. Assim, a competição foi adiada para 4 de julho de 2019.
Na primeira edição, o Figueirense derrotou o Brusque com um gol de Rafael Marques e se tornou o primeiro campeão. O Brusque, por sua vez, participou da edição seguinte e venceu o Avaí.
A Chapecoense assegurou sua vaga na edição de 2021 ao vencer o Campeonato Catarinense da temporada anterior, enquanto o Joinville conquistou a Copa Santa Catarina.

## Partida

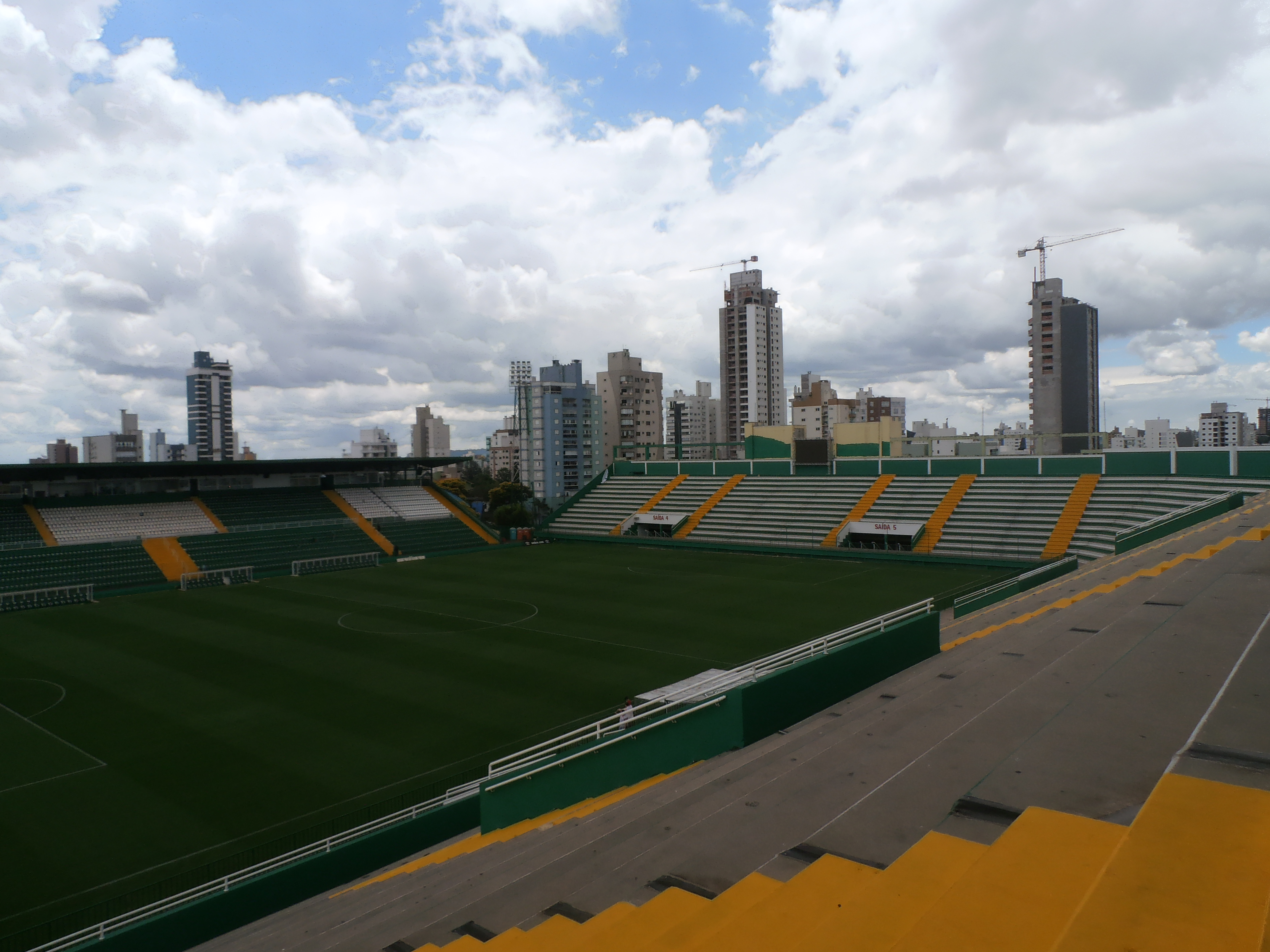
Vista da arena Condá, onde a Recopa Catarinense de 2021 foi disputada.

A partida ocorreu às 19 horas de domingo, 21 de fevereiro, na Arena Condá, em Chapecó. Devido à pandemia de COVID-19, o evento foi realizado sem público. O troféu foi nomeado "Paulo Magro" em homenagem ao ex-presidente da Chapecoense, que faleceu no ano anterior. O quarteto de arbitragem foi composto por Evandro Tiago Bender, auxiliado pelos assistentes Renato Erdmann e Deise Genoefa Bellaver, com Dioneglei da Silva Vianna atuando como quarto árbitro.
O primeiro tempo foi equilibrado, com as equipes disputando o meio-campo e tentando surpreender o adversário em velocidade. A Chapecoense criou apenas duas oportunidades, ambas finalizadas pela linha de fundo.
No segundo tempo, a Chapecoense abriu o placar aos 7 minutos: Matheus Ribeiro fez o cruzamento, Anselmo Ramon desviou e Mike finalizou. O Joinville, em busca do empate, igualou o jogo aos 24 minutos com um pênalti convertido por Renan Castro. A partida foi para a disputa de pênaltis, onde o Joinville venceu por 5 a 3.
| 21 de fevereiro | Chapecoense | 1 – 1  | Joinville        | Arena Condá, Chapecó                                   |
| 19:00           | Mike 52'    | Súmula | Renan Castro 69' | Público: Portões Fechados Árbitro: Evando Tiago Bender |

|                                                    |       | Penalidades                                            |  |
| Matheus Ribeiro Perotti Felipe Santana Luiz Otávio | 3 – 5 | Jaques Renan Castro Diego Mathias Edson Ratinho Alison |  |

| Chapecoense | Joinville |

| G              | 12 | Igor Campos       |     |       |
| LD             | 30 | Ezequiel          |     | 75'   |
| Z              | 3  | Luiz Otávio       |     |       |
| Z              | 4  | Kadu              |     | 90+1' |
| LE             | 34 | Derlan            |     |       |
| V              | 5  | Moisés Ribeiro    |     | 63'   |
| V              | 15 | Ronei Gebing      | 76' |       |
| M              | 10 | Vinicius Foguinho |     | 63'   |
| A              | 2  | Matheus Ribeiro   |     |       |
| A              | 9  | Anselmo Ramon     |     |       |
| A              | 17 | Mike              |     | 75'   |
| Suplentes:     |    |                   |     |       |
| G              | 18 | Pavan             |     |       |
| G              | 31 | João Paulo        |     |       |
| LD             | 43 | Hiago             |     |       |
| Z              | 16 | Tiago             |     |       |
| Z              | 27 | Felipe Santana    |     | 63'   |
| M              | 32 | Guilherme Lima    |     | 90+1' |
| A              | 7  | Bruno Silva       |     | 75'   |
| A              | 11 | Fernandinho       |     | 75'   |
| A              | 45 | Lorhan            |     |       |
| A              | 77 | Perotti           |     | 63'   |
| A              | 99 | Ruan              |     |       |
| Treinador:     |    |                   |     |       |
| Umberto Louzer |    |                   |     |       |

| G                 | 1  | Felipe Leineker |     |     |
| LD                | 2  | Edson Ratinho   |     |     |
| Z                 | 3  | Jaques          | 87' |     |
| Z                 | 4  | Fernando        |     |     |
| LE                | 6  | Renan Castro    |     |     |
| V                 | 5  | Matheus         |     |     |
| V                 | 8  | Davi Lopes      |     |     |
| M                 | 10 | Douglas Packer  |     |     |
| A                 | 7  | Luquinhas       |     | 63' |
| A                 | 9  | Alison          |     |     |
| A                 | 11 | Gustavo         |     |     |
| Suplentes:        |    |                 |     |     |
| G                 | 12 | Caio            |     |     |
| LD                | 13 | André Rosa      |     |     |
| Z                 | 14 | Charles         |     |     |
| M                 | 15 | Braga           |     |     |
| M                 | 16 | Lucas Góes      |     |     |
| M                 | 17 | Alex Nagib      |     |     |
| M                 | 18 | Diego           |     | 63' |
| A                 | 19 | Thiago Santos   |     |     |
| A                 | 20 | Thiaguinho      |     |     |
| A                 | 21 | Edinho          |     |     |
| A                 | 22 | Wallisson       |     |     |
| Treinador:        |    |                 |     |     |
| Vinícius Eutrópio |    |                 |     |     |

| Árbitros assistentes Renato Erdmann Deise Genoefa Bellaver Quarto Árbitro Dioneglei da Silva Vianna | Regras da partida - 90 minutos de tempo regulamentar - Disputa por pênaltis, se empate persistir - Máximo de 5 substituições |